# 霍爾特角
66°17′S 110°30′E / 66.283°S 110.500°E
霍爾特角（英語：Holt Point）是南極洲的海岬，位於威爾克斯地，處於風車行動群島東部貝利半島西端，根據美國海軍拍攝空中照片繪入地圖，現時由南極條約體系管理。